# Nuapatna
Nuapatna is een census town in het district Cuttack van de Indiase staat Odisha. 

## Demografie
Volgens de Indiase volkstelling van 2001 wonen er 7846 mensen in Nuapatna, waarvan 52% mannelijk en 48% vrouwelijk is. De plaats heeft een alfabetiseringsgraad van 65%. 